# Биметал
Биметални елемент се састоји од два различита материјала спојена тако да образују плочицу, завојницу или хеликс, а користе се за регулацију температуре. Морају да имају различите коефицијенте термалног растезања тако да промјена температуре деформира оригинални облик.
Биметални термометар се добија ако се биметалу дода скала и индикатор, а биметалски термостат ако се биметалу додају електрични контакти.
Биметални термостат се често користи за регулацију температуре, рецимо у пеглама, пећима и другде. Зависно од градње, повишена температура може да отвори или затвори електрични контакт.
Треба поменути да биметални елемент може и да индиректно активира релеј или други елемент, за разлику од директне акције преко електричних контаката. Индиректна акција је пожељна при прекопчавању уређаја већих снага.

## Примјери рада
Код пегле или гријалице, струја на почетку може да пролази кроз биметални елемент. Када је достигнута потребна радна температура, биметал се деформира до те мјере да прекине струјни круг. По паду температуре, биметал се исправи и поново укључује гријач. На овај начин постигнута је (понешто груба) контрола температурне радне тачке.
Код хладионика, акција је обрнута - виша температура затвара контакте пумпе за хлађење. Хлађење је укључено све док температура не падне на нижу, подешену радну температуру.